# Дифференцируемая функция
Дифференци́руемая (в точке) фу́нкция — это функция, у которой существует дифференциал (в данной точке). Дифференцируемая на некотором множестве функция — это функция, дифференцируемая в каждой точке данного множества. Дифференцируемость является одним из фундаментальных понятий в математике и имеет значительное число приложений как в самой математике, так и в других естественных науках.
Приращение дифференцируемой в данной точке функции можно представить как линейную функцию приращения аргумента с точностью до величин более высокого порядка малости. Это означает, что для достаточно малых окрестностей данной точки функцию можно заменить линейной (скорость изменения функции можно считать неизменной). Линейная часть приращения функции называется её дифференциалом (в данной точке).
Необходимым, но не достаточным условием дифференцируемости является непрерывность функции. В случае функции от одной вещественной переменной дифференцируемость равносильна существованию производной. В случае функции нескольких вещественных переменных необходимым (но не достаточным) условием дифференцируемости является существование частных производных по всем переменным. Для дифференцируемости функции нескольких переменных в точке достаточно, чтобы частные производные существовали в некоторой окрестности рассматриваемой точки и были непрерывны в данной точке.
В случае функции комплексной переменной дифференцируемость в точке часто называется моногенностью и существенно отличается от понятия дифференцируемости в вещественном случае. Ключевую роль в этом играет так называемое условие Коши — Римана. Функция, моногенная в окрестности точки, называется голоморфной в этой точке.
В функциональном анализе существует обобщение понятия дифференцирования на случай отображений бесконечномерных пространств — производные Гато и Фреше.
Обобщением понятия дифференцируемой функции являются понятия субдифференцируемых, супердифференцируемых и квазидифференцируемых функций.

## Функции одной переменной

График функции (чёрная кривая) и касательная прямая (красная прямая)

Функция и её производная.

Функция {\displaystyle f\colon M\subset \mathbb {R} \to \mathbb {R} } одной переменной является дифференцируемой в точке {\displaystyle x_{0}} своей области определения {\displaystyle M}, если существует такая константа {\displaystyle a}, что
| {\displaystyle f(x)=f(x_{0})+a(x-x_{0})+o(x-x_{0}),\ \quad x\to x_{0},} |

при этом число {\displaystyle a} неизбежно равно производной
| {\displaystyle a=f'(x_{0})=\lim \limits _{x\to x_{0}}{\frac {f(x)-f(x_{0})}{x-x_{0}}}.} |

График функции Вейерштрасса на интервале [−2, 2]. Этот график имеет фрактальный характер: увеличение (в красном круге) подобно всему графику.

Функция одной переменной является дифференцируемой в точке {\displaystyle x_{0}} тогда и только тогда, когда она имеет конечную производную в этой точке.
График функции {\displaystyle y=f(x)} представляет собой кривую на плоскости {\displaystyle Oxy}, а график линейной функции
{\displaystyle y=f(x_{0})+f'(x_{0})(x-x_{0})}
доставляет касательную прямую к этой кривой, проведённую в точке {\displaystyle x_{0}}.
Например, функция {\displaystyle f(x)=x^{2}} определена и дифференцируема в любой вещественной точке, поскольку её можно представить в виде
{\displaystyle f(x)=f(x_{0})+2x_{0}(x-x_{0})+(x-x_{0})^{2}}.
При этом её производная есть {\displaystyle f'(x_{0})=2x_{0}}, а уравнение касательной прямой, проведённой в точке {\displaystyle x_{0}}, имеет вид: {\displaystyle y=x_{0}^{2}+2x_{0}(x-x_{0})}.
Элементарные функции могут быть непрерывны в некоторой точке, но не быть в ней дифференцируемы. Например, функция {\displaystyle f(x)=|x|} является непрерывной на всей вещественной оси, но её производная испытывает скачок при переходе через точку {\displaystyle x=0}, в котором эта функция не является дифференцируемой. В этой точке нельзя провести и касательную к графику функции. Функция {\displaystyle y={\sqrt[{3}]{x}}} тоже непрерывна на всей вещественной оси и её график имеет касательные во всех точках, однако касательная, проведённая в точке {\displaystyle x=0}, является вертикальной прямой и поэтому производная функции {\displaystyle y={\sqrt[{3}]{x}}} бесконечно велика в точке {\displaystyle x=0}, а сама функция не дифференцируема в этой точке.
Из графиков элементарных функций можно сделать вывод, что произвольная функция дифференцируема всюду, за исключением некоторых отдельных значений аргумента. Первая попытка аналитического доказательства этого утверждения принадлежит Амперу, и поэтому оно носит название гипотезы Ампера. Это утверждение, однако, неверно в классе аналитически представимых функций, например, функция Дирихле не является даже непрерывной ни в одной точке. Нельзя также считать и произвольную непрерывную функцию дифференцируемой, например, функция Вейерштрасса определена и непрерывна на всей вещественной оси, но не является дифференцируемой ни в одной её точке. Это в частности означает, что к её графику ни в одной точке нельзя провести касательную прямую. Тем не менее, гипотезу Ампера можно рассматривать как нестрогую формулировку следующей теоремы Лебега: любая монотонная функция {\displaystyle f(x)} имеет определённую конечную производную всюду, кроме, быть может, некоторого множества значений {\displaystyle x} меры нуль.

## Функции нескольких переменных
Функция {\displaystyle f\colon M\subset \mathbb {R} ^{n}\to \mathbb {R} } переменных {\displaystyle x=(x^{1},\ldots ,x^{n})} является дифференцируемой в точке {\displaystyle x_{0}=(x_{0}^{1},\ldots ,x_{0}^{n})} своей области определения {\displaystyle M}, если существуют такие константы {\displaystyle a=(a^{1},\ldots ,a^{n})}, что для любой точки {\displaystyle x=(x^{1},\ldots ,x^{n})\in M}
| {\displaystyle f(x)=f(x_{0})+\sum _{i=1}^{n}a^{i}(x^{i}-x_{0}^{i})+o(\\|x-x_{0}\\|),\ \quad x\to x_{0},} |

где {\displaystyle \|x-x_{0}\|^{2}=\sum _{i=1}^{n}(x^{i}-x_{0}^{i})^{2}}.
В этой записи функция
| {\displaystyle A(x-x_{0})=\sum _{i=1}^{n}a^{i}(x^{i}-x_{0}^{i})} |

является дифференциалом функции {\displaystyle f(x)} в точке {\displaystyle x_{0}}, а числа {\displaystyle a^{1},\ldots ,a^{n}} являются частными производными функции {\displaystyle f(x)} в точке {\displaystyle x_{0}}, то есть
| {\displaystyle a^{i}={\frac {\partial f}{\partial x^{i}}}(x_{0})=\lim \limits _{h\to 0}{\frac {f(x_{0}+he_{i})-f(x_{0})}{h}},} |

где {\displaystyle e_{i}\in \mathbb {R} ^{n}} — вектор, все компоненты которого, кроме {\displaystyle i}-ой, равны нулю, а {\displaystyle i}-ая компонента равна 1.
Каждая дифференцируемая в точке функция имеет в этой точке все частные производные, но не каждая функция, имеющая все частные производные, является дифференцируемой. Более того, существование частных производных в некоторой точке не гарантирует даже непрерывность функции в этой точке. В качестве такого примера можно рассмотреть функцию двух переменных {\displaystyle f(x,y)},
равную {\displaystyle 0} при {\displaystyle xy=0} и {\displaystyle 1} при {\displaystyle xy\neq 0}. В начале координат обе частные производные существуют (равны нулю), но функция не является непрерывной.

Это обстоятельство могло бы стать серьезной помехой всему дифференциальному исчислению функций многих переменных, если бы не выяснилось, что непрерывности частных производных в точке достаточно для дифференцируемости функции в этой точке.

## Примеры типов точек, в которых функция недифференцируема
Функция {\displaystyle f(x)} будет недифференцируема в точке {\displaystyle x_{0}}, например, в следующих случаях:
- Точка {\displaystyle x_{0}} является точкой разрыва, например, функция сигнум недифференцируема в нуле.
- Функция имеет угловую точку в {\displaystyle x_{0}}, например, функция {\displaystyle |x|} недифференцируема в нуле.

Функция имеет вертикальную касательную недифференцируема в c.

- Функция имеет вертикальную касательную, то есть {\displaystyle \lim _{x\to x_{0}}f^{'}\left(x\right)=\pm \infty }, например, {\displaystyle {\sqrt[{3}]{x}}} недифференцируема в нуле.

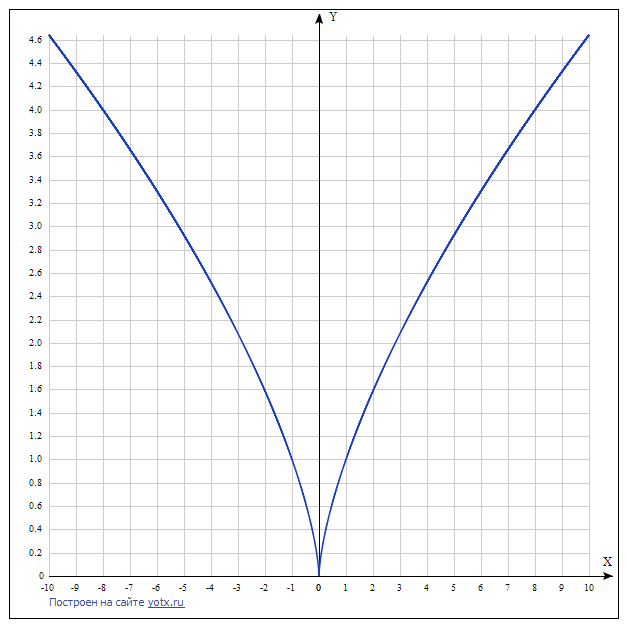
График функции

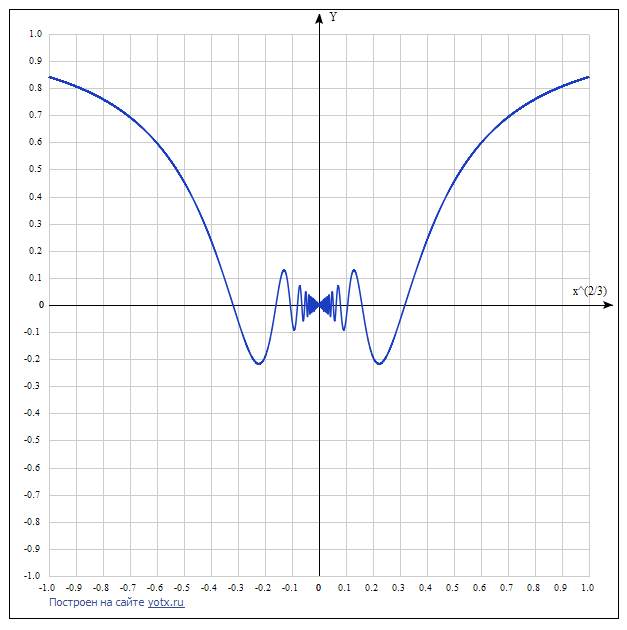
Функция

- Функция имеет заострение в {\displaystyle x_{0}}, например, {\displaystyle x^{\frac {2}{3}}} недифференцируема в нуле.

Однако эти случаи не исчерпывают всех ситуаций, когда функция недифференцируема. Так например, функция {\displaystyle x\sin \left({\frac {1}{x}}\right)} не относится ни к одному из этих случаев, но тем не менее недифференцируема в нуле.

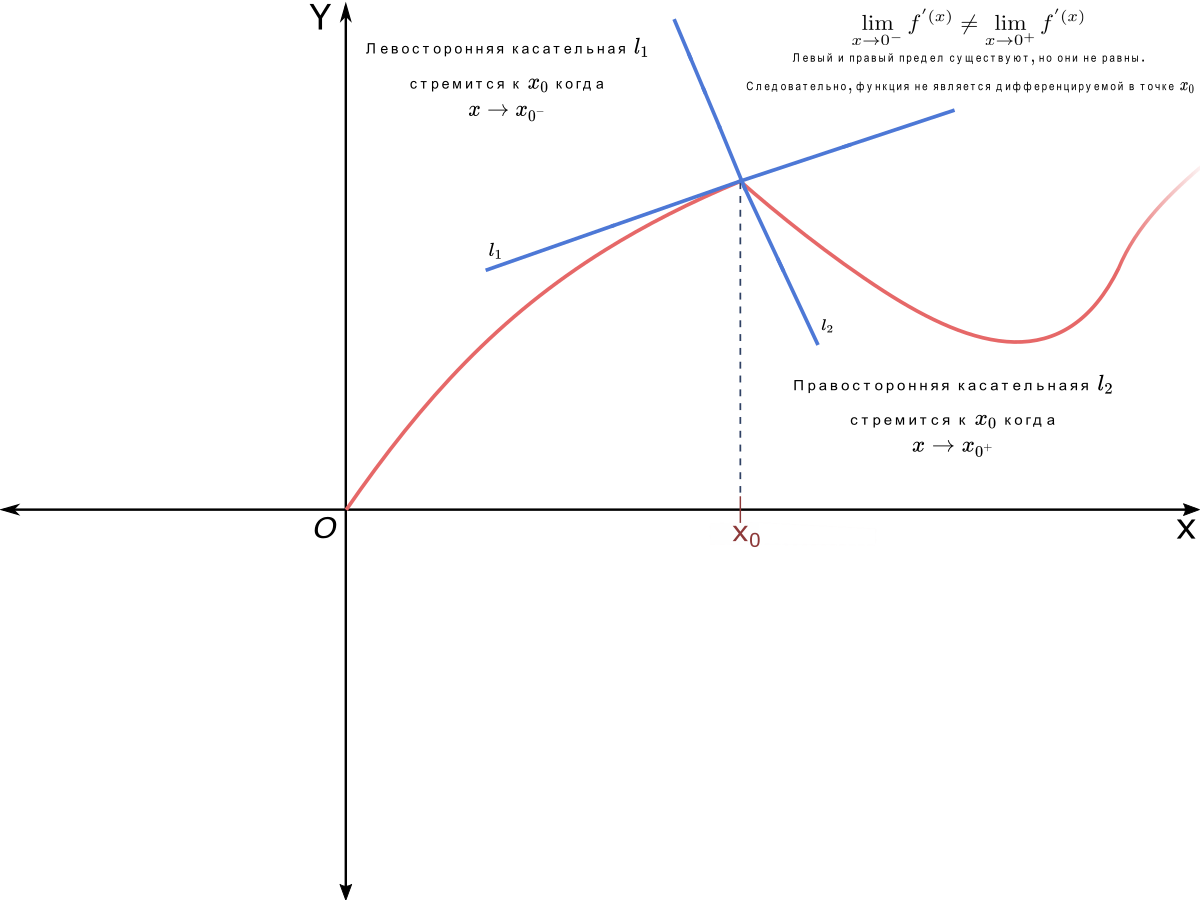
Функция имеет угловую точку

## Отображения
Отображение {\displaystyle f\colon M\subset \mathbb {R} ^{n}\to \mathbb {R} ^{m}} называется дифференцируемым в точке {\displaystyle x_{0}} своей области определения {\displaystyle M}, если существует такое линейное отображение {\displaystyle A\colon \mathbb {R} ^{n}\to \mathbb {R} ^{m}},
зависящее от точки {\displaystyle x_{0}}, что
| {\displaystyle f(x)=f(x_{0})+A(x-x_{0})+o(\\|x-x_{0}\\|),\ \quad x\to x_{0},} |

то есть, раскрывая символ «o» малое, если
{\displaystyle \lim \limits _{x\to x_{0}}{\frac {\|f(x)-f(x_{0})-A(x-x_{0})\|}{\|x-x_{0}\|}}=0}.
Линейное отображение {\displaystyle A\colon \mathbb {R} ^{n}\to \mathbb {R} ^{m}} является дифференциалом отображения {\displaystyle f(x)} в точке {\displaystyle x_{0}}.
Если отображение {\displaystyle f\colon M\subset \mathbb {R} ^{n}\to \mathbb {R} ^{m}} задано набором функций
{\displaystyle f_{i}\colon M\subset \mathbb {R} ^{n}\to \mathbb {R} ,\ \quad i=1,\ldots ,m,}
то его дифференцируемость в точке {\displaystyle x_{0}} равносильна дифференцируемости всех функций в данной точке, и матрица его дифференциала {\displaystyle A} — это матрица Якоби, составленная из частных производных этих функций в точке {\displaystyle x_{0}}.